# فلیکس کراخت
فلیکس کراخت (به آلمانی: Felix Kracht) (زادهٔ ۱۳ مه ۱۹۱۲ در کرفلد - مرگ: ۳ اکتبر ۲۰۰۲ در کیرشوایهه) یک مهندس آلمانی در زمینهٔ هوانوردی بود.
پس از دانش‌آموختگی از دانشگاه فنی آخن دانش نظری خود را در انجمن علوم هوایی آخن با ساخت و نمایش گلایدر اف فاوآ-۱۰ راینلاند به بوتهٔ آزمایش گذاشت. کراخت برای نخستین بار در سال ۱۹۳۷ با عبور از آلپ به وسیلهٔ این گلایدر نام خود را بر سر زبان‌ها انداخت. او به سازمان پژوهشی آلمان در زمینهٔ پرواز بدون موتور فرستاده شد و در آنجا گلایدر د اف اس۲۲۸ و هواپیمای د اف اس۳۴۶ با موتور موشکی را ساخت.
پس از جنگ جهانی دوم برای ادامهٔ کار به فرانسه رفت تا برای شرکت نورداویاسیون کار کند. پس از مدت زمانی با آلمان بازگشت و به عنوان رئیس ایرباس آلمان آغاز به کار کرد. پیش از پیوستن به ایرباس او برای همکاری میان فرانسه و آلمان و کار بر روی هواپیمای ترابری نظامی ترانسال سی-۱۶۰ سرشناس شده بود. فلیکس کراخت در سال ۱۹۶۸ به سازمان ایرباس پیوست و نخستین مدیر تولید ایرباس در برنامهٔ ایرباس ای-۳۰۰ بود. او بر روی گزینش مهارت‌ها، کاهش هزینه‌ها، افزایش همکاری‌های فراملیتی و بهینه‌سازی این سازمان به یک سازمان صنعتی به همتا تمرکز نمود. سپس اومعاون ارشد رئیس سازمان گردید و شمغول تولید در سایت تولوز شد تا زمانی که در سال ۱۹۸۱ بازنشسته گردید. پس از بازنشستگی اغلب به عنوان مشاور برای ایرباس فعالیت می‌کرد.
او در روز جمعه ۳ اکتبر ۲۰۰۲ در سن ۹۰ سالگی در کیرشوایهه در نزدیکی برمن درگذشت.